# Pavonia pleuranthera
Pavonia pleuranthera är en malvaväxtart som först beskrevs av Mocino, Amp; Sesse och Dc., och fick sitt nu gällande namn av P.A.Fryxell. Pavonia pleuranthera ingår i släktet påfågelsmalvor, och familjen malvaväxter. Inga underarter finns listade i Catalogue of Life.